# Браїлів (станція)
Браїлів — лінійна залізнична станція Південно-Західної залізниці на дільниці Вінниця — Жмеринка між зупинними пунктами Козачівка (3 км) та Тартак (2 км). Входить до Жмеринського залізничного вузла. Розташована на південно-східній околиці однойменного селища міського типу Жмеринського району Вінницької області.
Відстань до станції Вінниця — 40 км, до станції Жмеринка — 7 км. Від станції відходить лінія до зупинного пункту Жмеринка-Подільська (в обхід Жмеринки).

## Історія
Станція відкрита 1879 року. 
1977 року станція електрифікована змінним струмом (~25 кВ)  в складі дільниці Козятин I — Жмеринка.